# استديوهات ساوند سيتي
استديوهات ساوند سيتي (بالإنجليزية: Sound City Studios)‏ هو استديو تسجيل موسيقي تأسس عام 1969، يقع في فان نويس بولاية كاليفورنيا الأمريكية. كانت المنشأة في السابق مصنعاً لإنتاج الآلات الموسيقية للمصنع البريطاني فوكس (Vox).

## لمحة عامة
كانت استديوهات ساوند سيتي موقعاً لتسجيل أكثر من مائة ألبوم حاصل على شهادتي «غولد» و«بلاتينيوم». كان الاستوديو مملوكاً بشكل خاص منذ عام 1970، حتى تم إغلاق خدمات الاستوديو التجارية في شهر مايو من عام 2011. والآن هو محجوز للاستخدام الحصري للمستأجرين لصالح تسجيلات فيرفاكس. قام قارع الطبول السابق في فرقة نيرفانا والرجل الرئيسي الحالي لفرقة فوفايترز ديف غرول، بشراء وحدة التحكم موديل 8078 وهي من إنتاج شركة نيف للإلكترونيات من الاستوديو، وتثبيتها في استديو التسجيل الموسيقي الخاص به. كما قام غرول بإصدار فيلم وثائقي عن الاستوديو عام 2013 حمل عنوان ساوند سيتي.

## وصلات خارجية
- الموقع الرسمي
- الصفحة الرسمية على فيس بوك